# Городищенська волость (Старобільський повіт)
Городищенська волость — історична адміністративно-територіальна одиниця Старобільського повіту Харківської губернії із центром у слободі Городище.
Станом на 1885 рік складалася з 5 поселень, 5 сільських громад. Населення — 7744 особи (3921 чоловічої статі та 3823 — жіночої), 1096 дворових господарств.
|                     | Площа, десятин | У тому числі орної, дес. |
| ------------------- | -------------- | ------------------------ |
| Сільських громад    | 13929          | 14109284                 |
| Приватної власності | —              | —                        |
| Казенної власності  | 15560          | 4207                     |
| Іншої власності     | 249            | 157                      |
| Загалом             | 29738          | 13648                    |

Основні поселення волості станом на 1885:
- Городище — колишня державна слобода при річці Деркул за 68 верст від повітового міста, 3160 осіб, 492 дворових господарства, 2 православні церкви, школа, поштова станція, 4 лавки, 2 ярмарки на рік. За 8 верст — кінний завод із православною церквою.
- Данилівка — колишня державна слобода при річці Деркул, 1188 осіб, 194 дворових господарства, православна церква, лавка.
- Попівка — колишня державна слобода при річці Деркул, 1206 осіб, 210 дворових господарств, православна церква, школа.
- Третяківка — колишній державний хутір при річці Деркул, 931 особа, 150 дворових господарств.

Найбільші поселення волості станом на 1914 рік:
- слобода Городище — 5537 мешканців;
- слобода Попівка — 1959 мешканців;
- слобода Данилівка — 2039 мешканців;
- слобода Третяківка-Гнидова — 2110 мешканців;
- завод Деркульський — 1230 мешканців.

Старшиною волості був Григорій Ілларіонович Бондаренко, волосним писарем — Андрій Федорович Татаринов, головою волосного суду — Андрій Іванович Середенко.